# Włodzimierz Tarasewicz
Włodzimierz Władysław Tarasewicz OSB (en. Vladimir Ladislas Tarasevitch) (ur. 27 listopada 1921 w Kleszniakach, zm. 2 stycznia 1986 w Chicago) – amerykański duchowny katolicki, benedyktyn, biskup tytularny Mariamme, wizytator apostolski dla diaspory wiernych Białoruskiego Kościoła Greckokatolickiego.

## Życiorys
Z pochodzenia Białorusin. Dzieciństwo i młodość spędził w Polsce. W 1939 w związku z wybuchem II wojny światowej wyemigrował za granicę. Dzięki pomocy stryja, księdza Iwana Taraszewicza znalazł schronienie w Stanach Zjednoczonych Ameryki, w opactwie św. Prokopa w Lisle w stanie Illinois. Rozpoczął edukację w Niższym Seminarium Duchownym w Chicago, a następnie na Katolickim Uniwersytecie w Waszyngtonie. W 1943 roku wstąpił do zakonu benedyktynów. 16 czerwca 1944 złożył śluby zakonne, a 26 maja 1949 przyjął święcenia kapłańskie. 
Po przyjęciu święceń kapłańskich związał swoje życie zakonne z benedyktynami obrządku wschodniego w Stanach Zjednoczonych Ameryki. W latach pięćdziesiątych XX wieku doktoryzował się na Papieskim Uniwersytecie Gregoriańskim i w Instytucie Wschodnim w Rzymie. W latach 1955–1958 pracował jako wykładowca w katolickich szkołach w Chicago. W tym czasie zaangażował się w duszpasterstwo wśród amerykańskiej diaspory białoruskiej. Był współtwórcą programów radiowych skierowanych do mniejszości białoruskiej mieszkającej w Chicago. Został wydawcą biuletynów w języku białoruskim - Prawda i Głos Kościoła. 
W latach 1957–1959 stworzył od podstaw parafię greckokatolicką Chrystusa Odkupiciela w Chicago, która od 1958 była jedynym stałym miejscem w Stanach Zjednoczonych Ameryki, gdzie odprawiano katolickie msze dla Białorusinów w obrządku bizantyjsko-słowiańskim. 
W 1975 został mianowany archimandrytą. W 1983 po śmierci biskupa Czesława Sipowicza objął po nim obowiązki wizytatora apostolskiego dla diaspory białoruskich katolików obrządku bizantyjskiego. 1 lipca 1983 został mianowany, a 8 września 1983 konsekrowany biskupem tytularnym Mariamme.
Swoje funkcje sprawował bardzo krótko. Jedynym jego dekretem biskupim, który wydał przed śmiercią był akt erygowania stauropigialnego monasteru Świętych Cyryla i Metodego w Polsce. Zmarł na chorobę nowotworową w Chicago. Pochowany został na cmentarzu opactwa św. Prokopa w Lisle.